# Crisotemi (figlia di Carmanore)
Crisotemi o Crisotemide (in greco antico: Χρυσόθεμις?, Chrysóthemis) è un personaggio della mitologia greca, figlia di Carmanore, e sorella di Eubolo.

## Mitologia
Crisotemi è considerata l'inventrice degli agoni musicali, di cui lei stessa fu la prima vincitrice.
Secondo la versione tramandata da Diodoro Siculo, Crisotemi era la moglie di Stafilo, uno dei figli di Dioniso e Arianna, e madre attraverso il marito di Parteno, Reo e Emitea (conosciuta anche come Molpadia). Dopo un tentativo di suicidio di Parteno e della sorella Molpadia (le due sorelle si addormentarono invece di sorvegliare il vino dai maiali e poi temettero l'ira del padre), Apollo (che era amante di Reo) portò le due ragazze a Cherson, regione quest'ultima dove divennero dee locali.
Nella versione di Igino, Crisotemi fu invece un'amante di Apollo, che si innamorò di lei durante una gara di canto, e divenne con il dio madre di Parteno. La bambina morì in tenera età, così Apollo, amareggiato, decise di metterla in cielo, dando origine alla costellazione della Vergine.
Secondo Pausania fu anche la madre del musicista Filammone.